# Saulius Mikoliūnas
Saulius Mikoliūnas est un footballeur lituanien, né le 2 mai 1984 à Vilnius. Il évolue comme milieu offensifau Žalgiris Vilnius.

## Palmarès
- FBK Kaunas
  - Vainqueur du Championnat de Lituanie en 2004.
  - Vainqueur de la Coupe de Lituanie en 2004.
  - Vainqueur de la Supercoupe de Lituanie en 2004.

- Heart of Midlothian
  - Vainqueur de la Coupe d'Écosse en 2006.